# Serra Cavallera (Sentmenat)
La Serra Cavallera és una serra al municipi de Sentmenat a la comarca del Vallès Occidental, amb una elevació màxima de 435 metres. Prop del cim es troba el dolmen de Serra Cavallera.